# Antonello Antinoro
Antonio Antinoro, detto Antonello (Palermo, 3 agosto 1960), è un politico e medico italiano.

## Biografia
Nel 2001 si candida all'Assemblea Regionale Siciliana e viene eletto con la lista Nuova Sicilia con 7.438 voti di preferenza su 40.895 di lista (18,19%). Il leader del movimento Nuova Sicilia, Bartolo Pellegrino, verrà arrestato per concorso esterno in associazione mafiosa, Nuova Sicilia inizia il suo declino e si scioglie definitivamente. Antinoro aderisce all'UDC, partito con cui si candida alle elezioni Regionali del 2006 e viene eletto con 30.202 preferenze, risultando il politico più votato nella storia della Sicilia.
Alle elezioni del 2008 risulta eletto sempre con le liste dell'UDC sia al Senato della Repubblica che all'Assemblea Regionale Siciliana, riportando 28.042 voti di preferenza su 114.901 di lista (24,41%). Dal 30 maggio 2008 ricopre la carica di Assessore Regionale ai Beni Culturali, Ambientali e Pubblica Istruzione nella I Giunta Lombardo (2008-2009). Esce nella II Giunta Lombardo (2008-2009). Il 19 giugno 2008 cessa dal mandato di Senatore, dimettendosi e optando per la carica di deputato all'Assemblea Regionale Siciliana. Trattandosi di caso di incompatibilità il Senato prende atto.
Nel maggio 2009 si apre una crisi nel Governo Regionale guidato da Raffaele Lombardo, che porta ad un rimpasto in giunta con l'estromissione degli assessori dell'Udc, fra cui Antinoro. Alle elezioni europee del 2009 è candidato nella circoscrizione Italia insulare con la lista dell'UDC, dopo la rinuncia di Saverio Romano risulta eletto, si dimette quindi dall'Ars e opta per il Parlamento europeo. Nel settembre 2010 vota favorevolmente la Direttiva dell'Unione europea che autorizza la vivisezione per cani e gatti randagi.
A settembre 2010, a seguito della nascita del quarto governo siciliano della Presidenza Lombardo, che vede una spaccatura interna sul rientro dell'Udc in giunta, Antinoro è fra quegli esponenti che entrano in forte polemica con Pier Ferdinando Casini, che lasciano l'Udc, fondando I Popolari di Italia Domani (PID), i cui esponenti abbandonano il ruolo di opposizione, per il quale erano stati eletti nell'UdC, e si schierano a sostegno della maggioranza parlamentare di centrodestra di Silvio Berlusconi.
Nel gennaio 2012 I Popolari di Italia Domani aderiscono a Cantiere Popolare insieme ad altre sigle e Antinoro passa dunque a questa nuova forza politica.
Dal 2021 è tra i membri del comitato direttivo del neocostituitosi partito Noi con l'Italia, nato come lista in occasione delle elezioni politiche del 2018 a cui Cantiere Popolare aveva partecipato fin dall'inizio.
Il 22 marzo 2023 la direzione nazionale lo nomina vice coordinatore. Successivamente entra a far parte del direttivo di Noi Moderati, partito in cui è confluito Noi con l'Italia.

## Procedimenti giudiziari
Il 14 maggio del 2009 Antinoro riceve un avviso di garanzia con l'accusa di voto di scambio con dei boss mafiosi del clan di San Lorenzo di Palermo. Dopo una vicenda giudiziaria durata otto anni, il politico siciliano viene assolto con sentenza definitiva dall'accusa di voto di scambio politico-mafioso.
Grazie a delle intercettazioni, gli venivano contestate altresì frequentazioni con uomini di Cosa Nostra. Antinoro era accusato anche dal collaboratore di giustizia Michele Visita che ha dichiarato di aver assistito alla consegna di una somma di denaro a uomini di Cosa nostra del mandamento di Resuttana da parte di Antinoro. Un supertestimone ha confermato inoltre il passaggio di denaro. Nel dicembre 2009 viene arrestato Antonino Troia, presunto intermediario fra i boss ed Antinoro.
Nel febbraio 2010 Antinoro viene rinviato a giudizio dalla Procura della Repubblica di Palermo per voto di scambio e chiede, tramite i propri legali, di essere giudicato con giudizio immediato, saltando l'udienza preliminare. I contatti con i boss mafiosi di Resuttana e dell'Arenella sono stati confermati anche dal pentito Manuel Pasta, che ha accusato Antinoro di aver comprato i voti della mafia per farsi eleggere all'Ars.
Nel settembre 2010 gli esponenti di Cosa Nostra Antonino Caruso, Agostino Pizzuto, Vincenzo Troia e Antonino Genova vengono condannati per mafia e voto di scambio "in accordo" con Antinoro, per il quale il processo non si è ancora concluso. Nel marzo 2011 i collaboratori di giustizia Manuel Pasta e Michele Visita avevano confermato le accuse davanti alla terza sezione del Tribunale di Palermo. Nel novembre 2011 il Pubblico ministero, al termine della requisitoria, chiede 8 anni di carcere per Antinoro.
Il 16 dicembre 2011 i giudici della terza sezione penale del Tribunale di Palermo condannano Antinoro a due anni e mezzo di carcere, alla sospensione dal diritto elettorale per 5 anni e al risarcimento di 30.000 euro in favore della Presidenza della Regione Siciliana, costituitasi parte civile. La condanna in primo grado è per voto di scambio semplice, ed esclude quindi l'aggravante mafiosa a carico dell'eurodeputato.
Nel marzo 2013 il sostituto procuratore generale chiede alla Corte d'appello di Palermo la condanna a 8 anni dell'eurodeputato.
Il 5 luglio 2013 la Corte d'appello ha riportato il capo d'imputazione alla formulazione originaria, con l'aggravante dell'agevolazione di Cosa nostra, condannando Antinoro a sei anni di carcere.
Il 3 giugno 2014 la Sesta Sezione Penale della Suprema Corte di Cassazione, annulla la sentenza di condanna e rinvia alla Corte d'Appello per la celebrazione di un nuovo processo.
Il 13 aprile 2016 la stessa Corte d'Appello assolve Antinoro dal reato di voto di scambio politico-mafioso.
Il 28 marzo 2017, respingendo il ricorso presentato dal Pg, la Corte di Cassazione assolve con sentenza definitiva l'ex deputato.